# كزافييه كاسالز
كزافييه كاسالز (بالإسبانية: Xavier Casals i Meseguer)‏ هو مؤرخ وبروفيسور إسباني، ولد في 1963 في برشلونة في إسبانيا.